# Nap TV

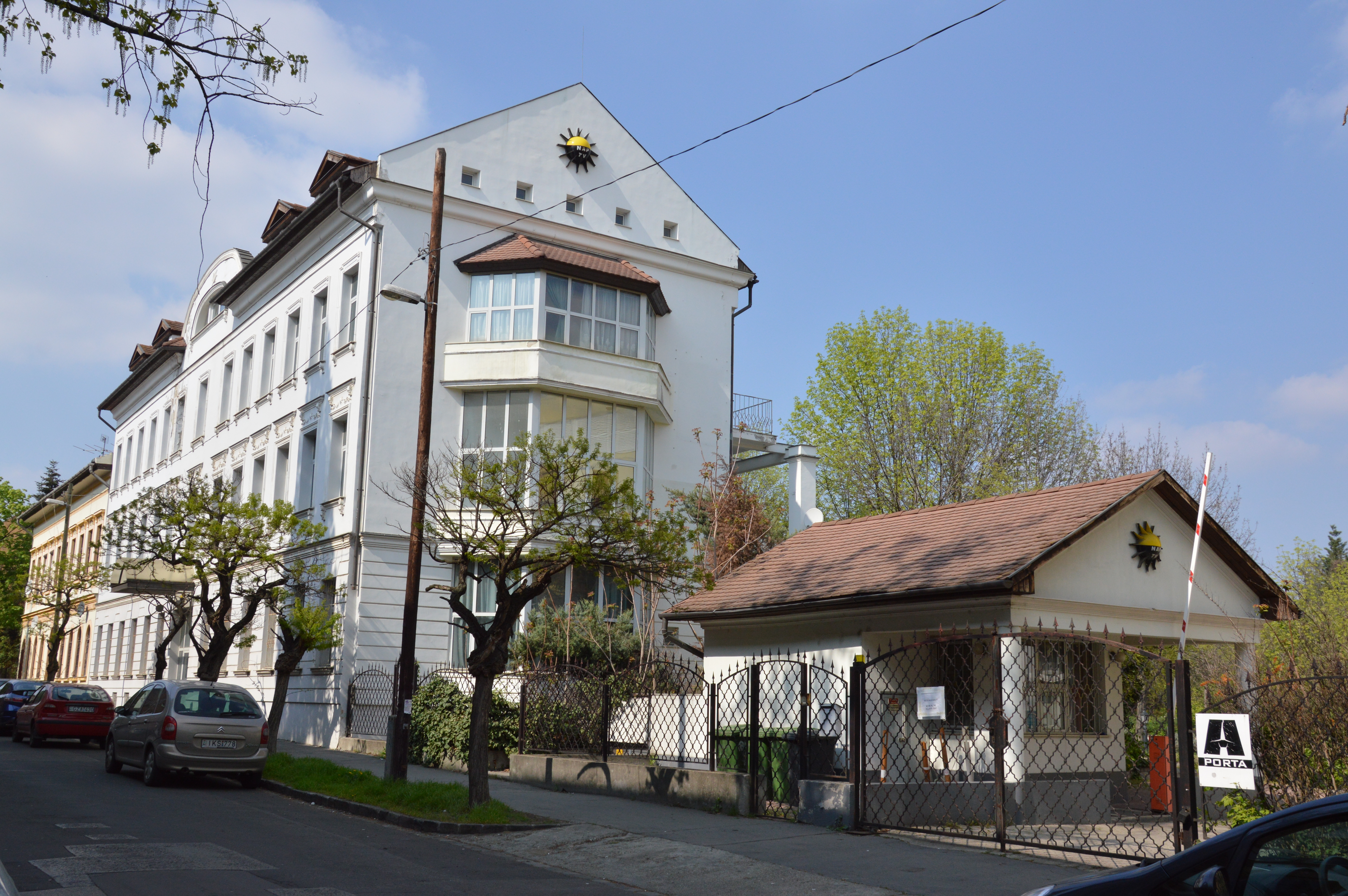
A csatorna székháza

A Nap Televízió egy megszűnt médiatársaság, amit 1989-ben alapított a MOVI, a Mai Nap, az MTI és a Ribbon Kft. Önálló csatornával nem rendelkezett, egy ideig a Magyar Televízió műsorsávját használta annak reggeli adáskezdése előtt (ilyenkor a Teletext nem volt elérhető), később a Magyar Televízió és több kereskedelmi csatorna számára készített műsorokat. Nevéhez fűződik a Nap-kelte és Nap-nyugta (az előbbi műsor délutáni-éjszakai ismétlése) című műsorok gyártása, melyeket a Magyar Televízió 1-es illetve 2-es csatornáján naponta sugároztak 2009. szeptember 25-ig.

## A Nap-kelte
A Nap-kelte közéleti interjú-műsor volt. Első adása 1989. augusztus 19-én került sugárzásra Nap TV néven, majd 1993-ban felvette a Nap-kelte nevet. 
1994-ben Székely Ferenc alapító MTV-alelnöki kinevezésekor az általa addig gyakorolt főszerkesztői jogokat a Fenyő János tulajdonában álló Stáb Rt.-nek adta át, melyet 1997-ben az MTV elnöke választott bírósági döntés alapján visszaadott a Gyárfás Tamás tulajdonában álló Nap Televízió Kft.-nek. 
1999 és 2000 között a TV3-on, majd annak csődje után 2002-ig az ATV-n volt látható. 2002 októberében visszakerült a Magyar Televízióra, ahol naponta 05:50-től 09:00-ig sugározták az M1 és az M2 műsorán. 
A műsort a Nap TV Kft. stúdióiban rögzítették, és Magyarország egyik legnézettebb reggeli műsora volt. 2008-ban műsorvezetői között volt Betlen János, Lakat T. Károly és Verebes István, emellett rendszeresen jelentkezett a műsorban sportrovatával Gyárfás Tamás producer is. Korábban a műsorban dolgozott Forró Tamás, Bánó András, Pallagi Ferenc, Aczél Endre, Albert Györgyi, Vitray Tamás, Mélykúti Ilona, Juszt László, valamint Orosz József és Havas Henrik is.

### Kritikák
A Nap-keltét bírálói gyakran szervilizmussal és elfogultsággal vádolták (ezt fejezte ki a „Párt-kelte” gúnynév), amit demonstrálandó a Fidesz a műsorban való részvételt 2006 októberétől megtagadta, mert szerintük a műsorvezetők és a készítők objektivitás hiányával készítették műsoraikat. Így a jobboldal szereplői közül az akkori parlamenten kívüli erőt hívták meg az adásba. Fábry Sándor egyik alkalommal magában a műsorban propaganda televíziónak nevezte a Nap-keltét, amelynek semmi keresnivalója nincs közpénzből fenntartott televízióban.
A Nap-keltére jellemző volt, hogy képe jóval fakóbb volt a köztévé műsorainál, a régebbi típusú kamerák alkalmazása miatt. Képi világát és a stúdiók berendezését siralmasnak tartották. A műsor 20 éve alatt a főcímzene nem változott, amit sokan kritizáltak.
2009. szeptember 25-én pénzhiányra hivatkozva megszüntették a műsor sugárzását a Magyar Televízió 1-es és 2-es csatornáján is.

## Külső hivatkozások
- A Nap-kelte bemutatása Archiválva 2008. december 12-i dátummal a Wayback Machine-ben